# Carmel-by-the-Sea
Carmel-by-the-Sea és una població dels Estats Units a l'estat de Califòrnia. Segons el cens del 2000 tenia 4.081 habitants.

## Demografia
Segons el cens del 2000, Carmel-by-the-Sea tenia 4.081 habitants, 2.285 habitatges, i 1.108 famílies. La densitat de població era de 1.445,6 habitants/km².
Per edats la població es repartia de la següent manera: un 9,9% tenia menys de 18 anys, un 2,9% entre 18 i 24, un 18,3% entre 25 i 44, un 38,1% de 45 a 60 i un 30,8% 65 anys o més.
L'edat mediana era de 54 anys. Per cada 100 dones de 18 o més anys hi havia 75,9 homes.
La renda mediana per habitatge era de 58.163 $ i la renda mediana per família de 81.259 $. Els homes tenien una renda mediana de 52.344 $ mentre que les dones 41.150 $. La renda per capita de la població era de 48.739 $. Entorn del 3,6% de les famílies i el 6,6% de la població estaven per davall del llindar de pobresa.

## Poblacions més properes
El següent diagrama mostra les poblacions més properes.

## Persones vinculades
L'actriu i cantant Doris Day s'hi instal·là en retirar-se, durant els anys vuitanta, i hi morí en 2019. Entre 1986 i 1988, en fou alcalde l'actor i director Clint Eastwood. Hi han tingut residència temporal els actors Kim Novak, Kevin Costner, Brad Pitt i Angelina Jolie i el periodista Rupert Murdoch.